# Зінковська Ірина Олександрівна
Зінковська Ірина Олександрівна (нар. 8 червня 1988, Снятин, Івано-Франківська область, УРСР) — естрадна співачка, поетеса. Заслужена артистка України.  
Зінковська Ірина Олександрівна — Заслужена артистка України (у 2009 році нагородив Президент України Віктор Ющенко), солістка Чернівецької обласної філармонії ім.Д. Гнатюка. 
Лауреат премії ім.Назарія Яремчука.
Лауреат літературно-мистецької премії ім.Марка Черемшини. Магістр НАКККіМ .
Нагороджена почесним нагрудним знаком "За сприяння війську" за наказом Головнокомандувача Збройних Сил України Валерія Залужного за значний особистий внесок у наданні всебічної допомоги підрозділам ЗСУ та активну волонтерську діяльність в умовах воєнного стану.
Нагороджена подякою Командувача Повітряних Сил Збройних Сил України генерала-лейтенанта Миколи Олещука за активність ініціативу, творчість та високий професіоналізм.
Ірина Зінковська співає в Україні та за кордоном, зокрема із сольним туром виступала в Сполучених Штатах Америки, в Італії, Польщі, Іспанії, Канаді, Празі, Будапешті тощо, а також у великих Всеукраїнських турах містами і містечками України.

## Біографія
Народилася в місті Снятин. Там живуть її батьки — Зінковські Олександр Львович (кардіолог) та Ольга Олексіївна (ексзавідувач загальним відділом Снятинської РДА). Ще з дитинства хотіла бути кардіологом, як батько, але у старших класах любов до музики почала перемагати. Почала вчитися співати у чернівецького педагога М. Когос, котра також навчала Ані Лорак та Катерину Бужинську. Снятинську школу закінчила з золотою медаллю.
Закінчила Національну академію керівних кадрів культури і мистецтв.

## Особисте життя
Ірина Зінковська одружена з композитором Володимиром Будейчуком, мають доньку Елеонору. Проживають у м.Києві.

## Нагороди та звання
- Заслужена артистка України
- 2000 — Диплом 2 ступеня Президента України за вагомий внесок у розвиток та популяризацію української пісні
- 2007 — Літературно-мистецька премія імені Марка Черемшини
  - номінація «Концертно-виконавська діяльність»

3 грудня 2009 - Президент України Віктор Ющенко нагородив званням Заслуженої артистки України.
У 2023 році за наказом Головнокомандувача Збройних Сил України Валерія Залужного нагороджена почесним нагрудним знаком "За сприяння війську" за значний особистий внесок у наданні всебічної допомоги підрозділам ЗСУ та активну волонтерську діяльність в умовах воєнного стану.

2024 - лауреат премії імені Назарія Яремчука.

## Дискографія
- 2001 — «Я – мов Лебідка» (магнітоальбом)
- 2005 — «Я тебе покличу» (компакт-диск)
- 2009 — «Ніжна пісня» (компакт-диск)
- 2011 — «Звуки» (компакт-диск)
- 2013 — «Нехай квітує Україна!» (компакт-диск)
- 2018 — «Любов і біль»[1] (компакт-диск)